# فرد برونسون
فرد برونسون (بالإنجليزية: Fred Bronson)‏ هو صحفي وكاتب سيناريو أمريكي، ولد في 10 يناير 1949.

## وصلات خارجية
- فرد برونسون على موقع IMDb (الإنجليزية)
- فرد برونسون على موقع ميوزك برينز (الإنجليزية)
- فرد برونسون على موقع كينوبويسك (الروسية)